# Mahatha adonis
Mahatha adonis là một loài cua nước ngọt trong họ Parathelphusidae. Chúng là loài đặc hữu của Sri Lanka.